# Annie Post
Hannegien (Annie) Post-Salomons (Nieuw-Buinen, 1 december 1901 - Kampen, 14 februari 1982) was in de Tweede Wereldoorlog actief in het verzet.

## Biografie
Annie Salomons was getrouwd met Marinus Post, landbouwer in Kampen. In hun boerderij aan de Venedijk in het onland boden zij onderdak aan vele onderduikers, soms wel twintig tot dertig mensen tegelijk, die door Annie, bij afwezigheid van Marinus, verzorgd werden.
Op 27 juli 1943 werd de boerderij overvallen en ontstond een hevig vuurgevecht. Marinus werd in zijn been geraakt en vluchtte. Hij werd op 23 oktober 1944 in Amsterdam opgepakt tijdens een verzetsactie en op 17 november in Alkmaar gefusilleerd. Annie Post en hun zeventienjarige zoon Jan werden opgepakt, evenals vier Joodse onderduikers en een ondergedoken student. De boerderij werd enkele dagen later door het verzet in brand gestoken om te voorkomen dat bezwarend materiaal in handen van de bezetter zou komen.
Annie en Jan Post werden in de gevangenis van Arnhem hardhandig ondervraagd en in september 1943 naar Kamp Vught overgebracht. Daar was Annie Post een van de overlevenden van het bunkerdrama. Annie werd opgesloten in de bunker omdat ze zich solidair toonde met een van de krijgsgevangen vrouwen.
In september 1944 werd zij naar Ravensbrück gedeporteerd en van oktober 1944 tot april 1945 werkte zij in het Agfacommando, een buitenkamp van concentratiekamp Dachau. Op 27 april vertrokken de gevangenen van het Agfacommando op een dodenmars naar het zuiden. Tijdens deze dodenmars kreeg zij dysenterie. Op 30 april 1945 werd zij in Wolfratshausen door de Amerikanen bevrijd. Via Zwitserland, Frankrijk en België keerde zij uiteindelijk in Nederland terug. 
Jan Post overleefde de concentratiekampen Dachau en Alach. Twee van de vier Joodse onderduikers overleefden de oorlog en emigreerden naar Israël, de andere drie gepakte onderduikers overleefden de oorlog niet.
Annie Post beschouwde haar verzetswerk als christenplicht. Na de oorlog liet ze zich weinig uit over haar verzetswerk. Pas door de publicaties in 2020, 75 jaren na de bevrijding, over de overval op de boerderij en haar brief over de bevrijding, ontstond aandacht voor haar uitzonderlijke activiteiten en oorlogservaringen.

## Eerbetoon
In februari 2007 werd aan muur van basisschool Het Stroomdal, vlak bij de boerderij van het echtpaar, een gedenksteen voor Marinus en Annie Post aangebracht. In april 2025 kregen Annie en Marinus Post postuum de prestigieuze Amerikaanse Legion of Honor Award.